# Првенство Југославије у великом рукомету за жене
Првенство Југославије у великом рукомету за жене се одржавало између 1948. и 1956. године. С временом се велики рукомет престао играти, па је замењен првенством у рукомету.

## Прваци
| Сезона | Првак                 | Вицепрвак                 |
| ------ | --------------------- | ------------------------- |
| 1948.  | град Суботица         | град Загреб               |
| 1949.  | ЖРК Спартак Суботица  | ЖРК Загреб                |
| 1950.  | ЖРК Загреб            | ЖРК Спартак Суботица      |
| 1951.  | ЖРК Загреб            | ЖРК Спартак Суботица      |
| 1952.  | ЖРК Загреб            | ЖРК Црвена звезда Београд |
| 1953.  | ЖРК Спартак Суботица  | ЖРК Слобода Љубљана       |
| 1954.  | ЖРК Спартак Суботица  | ЖРК Локомотива Загреб     |
| 1955.  | ЖРК Локомотива Загреб | ЖРК Спартак Суботица      |
| 1956.  | ЖРК Спартак Суботица  | ЖРК Локомотива Загреб     |